# Vilho Lampi
Vilho Henrik Lampi (Oulu, 19 juli 1898 – aldaar, 17 maart 1936) was een Fins kunstschilder, best gekend voor zijn zelfportretten en zijn schilderijen van Liminka en de mensen die er woonden.

## Biografie
Vilho Lampi werd geboren in Oulu maar woonde bijna zijn gehele leven in Liminka. Hij studeerde van 1921 tot 1925 aan de Academie voor Schone Kunsten te Helsinki. Na zijn studies keerde hij terug naar Liminka waar hij zijn bekendste werken schilderde. Lampi pleegde in 1936 zelfmoord door van de brug in Oulujoki te springen.

## Films
- Eeli Aalto: Vilho Lampi, Lakeuden maalari, 1966.
- Hannu Heikinheimo: Jumala on kauneus, 1985.

## Toneelstukken
- Kaija Viinikainen: Jumala on kauneus, Kajaanin kaupunginteatteri, 1981.
- Kristian Smeds: Jumala on kauneus, Teatteri Takomo, 2000 en Nationaal theater van Finland, 2008.
- Taisto Reimaluoto: Tässä on elämä, Kajaanin Runoviikko, 2001.

## Fotogalerij

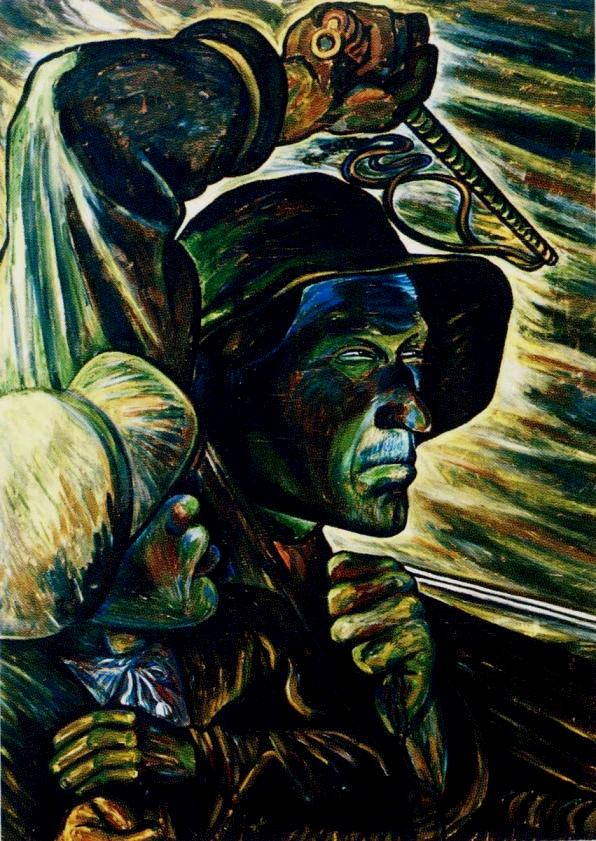
Hevoshuijarit, 1930
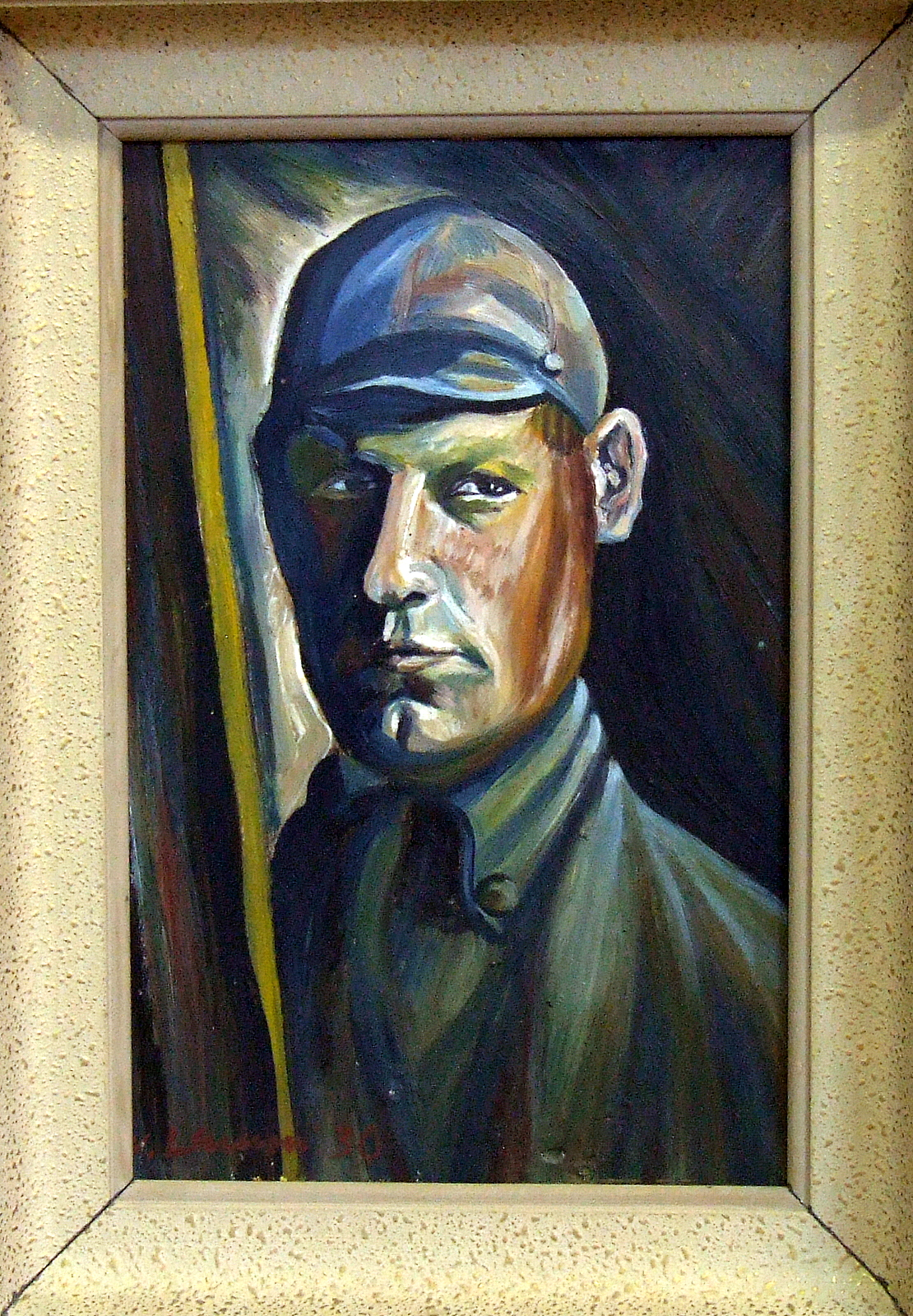
Zelfportret 1931
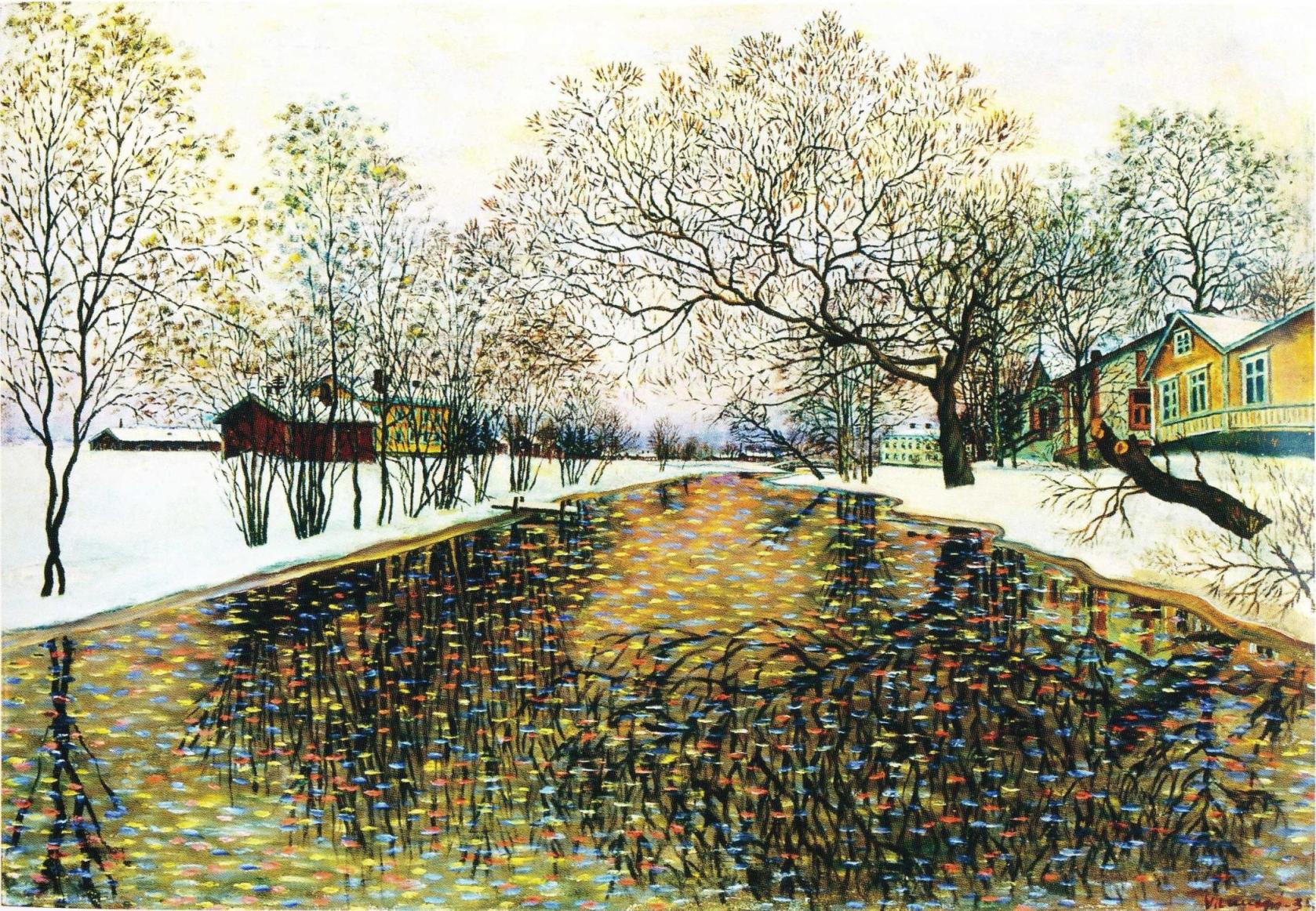
Liminganjoki, 1931
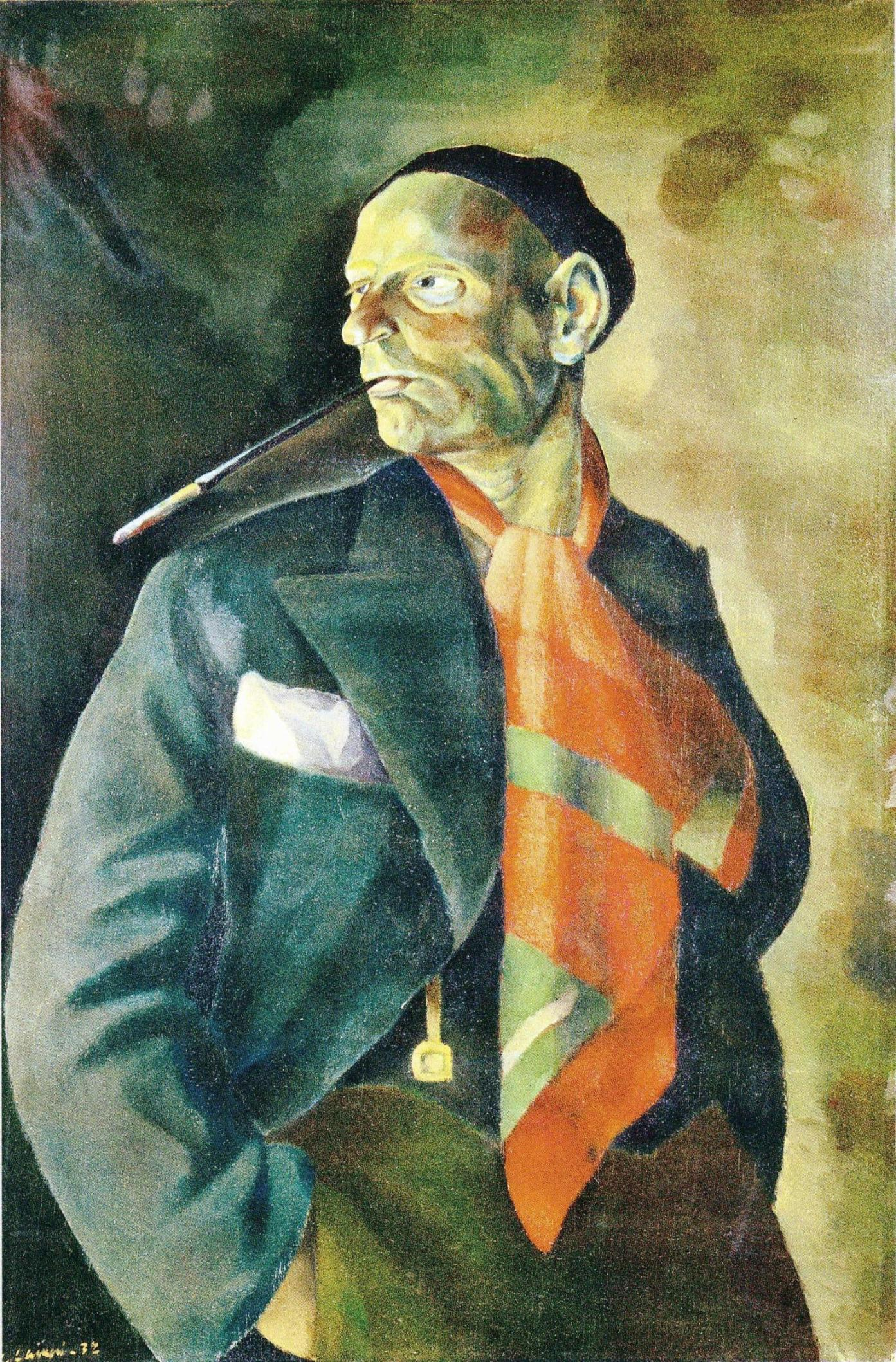
Zelfportret, 1932
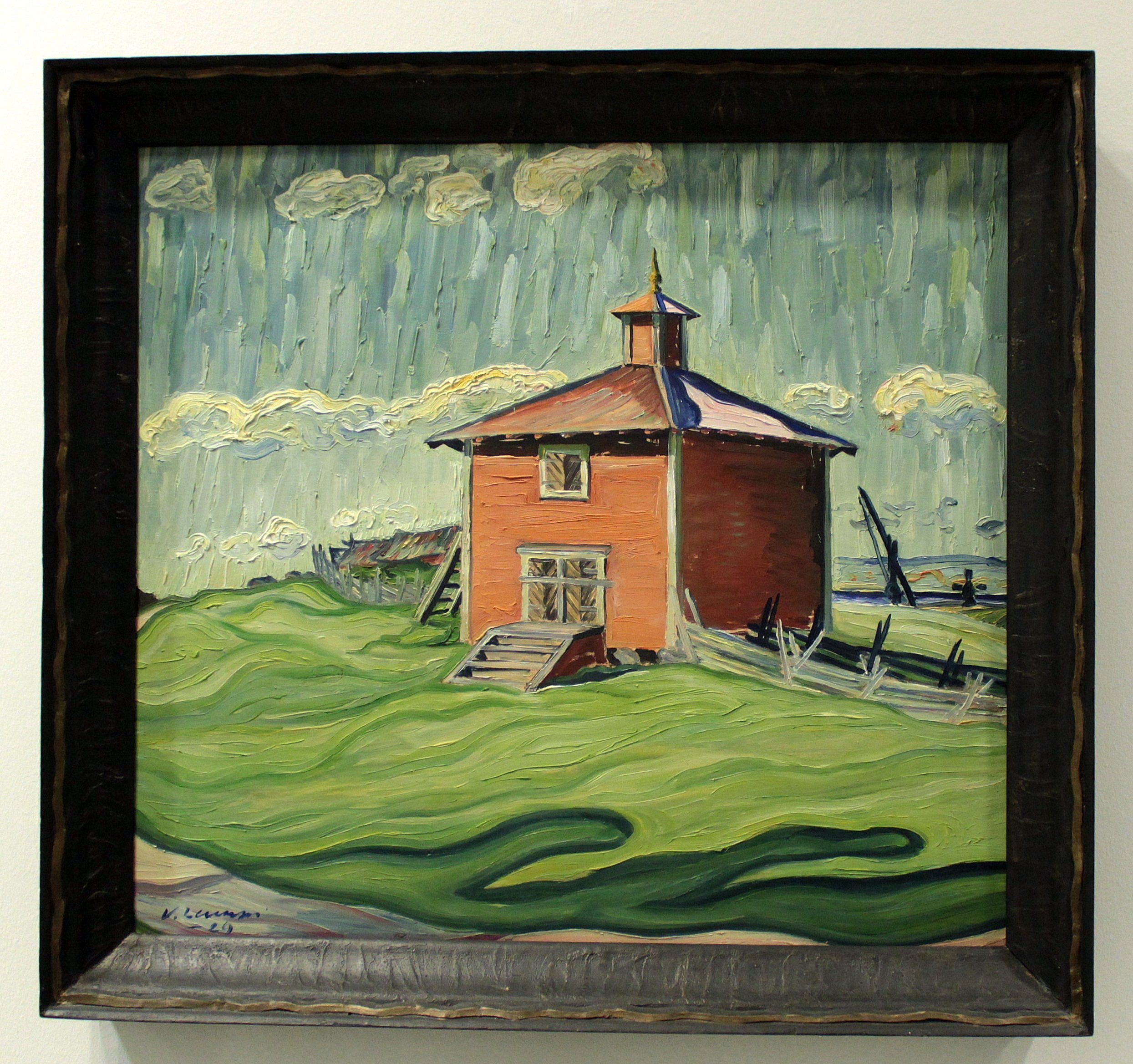
Landschap, 1929
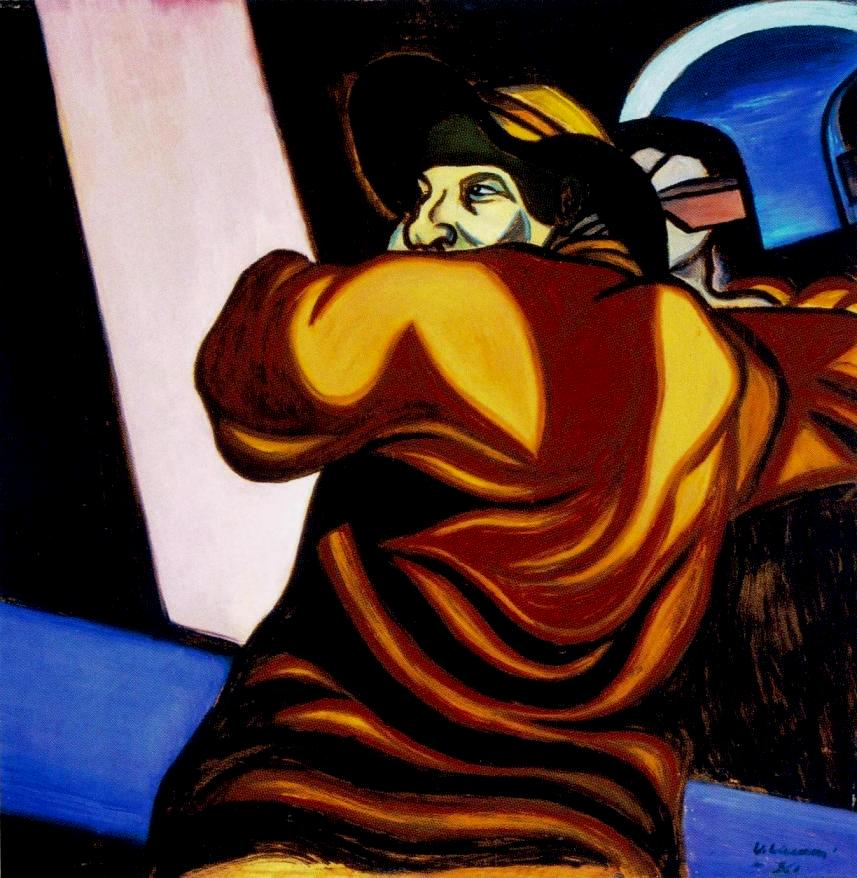
Mestaaja, 1930